# Phyllomyias sclateri
Phyllomyias sclateri là một loài chim trong họ Tyrannidae.